# Premios de Canarias
Los Premios de Canarias se otorgan a personas o instituciones en reconocimiento de una carrera relevante y continuada en favor de la cultura canaria. Se fallan antes del final del primer trimestre de cada año y se otorgan el Día de Canarias, 30 de mayo de cada año, por el Presidente del Gobierno de Canarias.  
Se crearon oficialmente el 11 de abril de 1984 a propuesta del Presidente del Gobierno canario que en ese momento era Jerónimo Saavedra y previa deliberación del Gobierno de Canarias.

## Otorgamiento
Con carácter anual e irrepetible en las modalidades de: Literatura, Bellas Artes e Interpretación, Investigación, trabajos socio-histórico, patrimonio artístico y documental. A partir del año 1991 se crearon otras modalidades: acciones altruistas y solidarias, deportes, comunicación, cultura popular e internacional.
Los premiados se deciden a decisión de un jurado por modalidad. Cada una de las modalidades está dotada con un premio en metálico de 30 000 euros.
Los premiados ostentan desde el momento del nombramiento el tratamiento oficial de Grandes de Canarias y de Excelentísimos/as Señores/as.
Los fallos de los jurados son inapelables, pero siempre se adjuntan los méritos y razonamientos por los que se conceden.
Cada modalidad tiene su propio jurado. Cada jurado está formado por siete personas de reconocida competencia en el mundo científico y cultural de Canarias. El cuórum para la válida constitución de los jurados es por mayoría absoluta.
Los jurados se forman antes del 30 de noviembre de cada año para que den su otorgamiento de los premios para el año siguiente. La presidencia de cada jurado es elegido por los miembros constituyentes de cada jurado. El Presidente de cada jurado dirige las deliberaciones y tiene voto de calidad en caso de empate.
El Presidente del Gobierno de Canarias designa a los funcionarios de la Administración pública que actúan como secretarios con voz y sin voto, en cada jurado.

## Modalidades

### Literatura
El Premio de Canarias de Literatura se otorga a aquella persona o institución que usando el lenguaje como instrumento de comunicación, enriquezca y contribuya significativamente a la cultura canaria. Estos han sido los galardonados:
- (1984): Domingo Pérez Minik (1903-1989), crítico y ensayista
- (1985): Agustín Millares Sall (1917-1989), poeta
- (1986): Ventura Doreste (1922-1986), poeta
- (1987): María Rosa Alonso (1909-2011), ensayista.[5]
- (1987): Juan Marichal (1922-2010), historiador
- (1988): Isaac de Vega (1920-2014), escritor
- (1988): Rafael Arozarena (1923-2009), escritor
- (1989): Pedro Lezcano (1920-2002), poeta
- (1990): Manuel Padorno (1933-2002), poeta
- (1991): Carlos Pinto Grote (1923-2015), médico y escritor
- (1993): Luis Feria (1927-1998), poeta
- (1995): Sebastián de la Nuez (1917-2007), ensayista
- (1997): Justo Jorge Padrón (1943-2021), poeta
- (2000): Juan Cruz (1948- ), periodista
- (2003): Arturo Maccanti (1934-2014), poeta
- (2006): Juan Manuel García Ramos (1949- ), ensayista
- (2009): José María Millares Sall (1921-2009), poeta
- (2012): Luis Alemany (1944-2025), escritor y periodista
- (2015): Cecilia Domínguez Luis (1948- ), poeta y narradora
- (2018): Ángel Sánchez Rivero (1943- ), escritor
- (2022): Elsa López (1943- ), poeta y narradora
- (2025): Juan Jesús Armas Marcelo (1946- ), escritor

### Bellas Artes e Interpretación
El Premio de Bellas Artes e Interpretación se otorga a aquella persona o institución cuya labor de ejecución o creación enriquezca y contribuya significativamente a la cultura canaria, en los campos de: pintura, escultura, arquitectura, música, teatro, cine, danza, fotografía y demás expresiones que se valgan de las imágenes, del sonido y la materia. Estos han sido los galardonados:
- (1984): Rafael Monzón Grau-Bassas (1910-1989), artista plástico, pintor
- (1985): Alfredo Kraus Trujillo (1927-1999), cantante, tenor
- (1986): Martín Chirino López (1925- ), artista plástico, escultor
- (1987): Juan Hidalgo (1927-2018), artista plástico
- (1988): Pedro González y González (pintor) (1927-2016), artista plástico, pintor
- (1989): César Manrique Cabrera (1919-1992), artista plástico, pintor
- (1990): Dolores Massieu Verdugo (1921-2007), artista plástico, pintora
- (1992): Baudilio Miró Mainou (1921-2000), artista plástico, pintor
- (1994): Juan José Falcón Sanabria (1936- ), músico, compositor
- (1996): José Dámaso Trujillo (1933- ), artista plástico, pintor
- (1997): Los Sabandeños (1966- ), música, grupo folklórico
- (1999): María Orán Cury (1943- ), cantante, soprano
- (2002): Luis Cobiella Cuevas (1925-2013), música, compositor
- (2005): Cristino de Vera Reyes (1931- ), artista plástico, pintor
- (2008). Manuel Bethencourt (1931-2012), escultor, catedrático de Bellas Artes
- (2011): Sociedad Filarmónica de Las Palmas (fundada en 1845), decana de las sociedades de conciertos de España
- (2014): Fernando Álamo González (1952-), artista plástico, pintor
- (2021): María Isabel Nazco (1938- ), doctora en Bellas Artes
- (2024): Gonzalo González (1950- ), pintor

### Investigación e innovación
El Premio de Canarias de Investigación e Innovación se otorga a aquella persona o entidad cuya actividad se desarrolle en el campo del descubrimiento de nuevos conocimientos y aporte un salto cualitativo y significativo en la técnica y el conocimiento. Estos han sido los galardonados:
- (1984): Antonio González (1917-2002), químico
- (1985): Roberto Moreno Díaz (1939), investigador en cibernética y físico
- (1986): Felipe Brito Rodríguez (1930-2017), químico
- (1987): Julio Delgado Martín, investigador en biomedicina
- (1988): Domingo Ruano Gil (1932-2016), médico
- (1989): Telesforo Bravo Expósito, (1913-2002), geólogo
- (1990): Julio Pérez Silva (1917-2012), microbiólogo
- (1992): Lucio Díaz-Flores Feo (1938- ), médico
- (1994): Jaime Bermejo Barrera, químico
- (1996): Francisco Sánchez Martínez (1936- ), astrofísico
- (1999): Nacere Hayek, (1922-2012), matemático
- (2002): Rafael Rebolo López (1961), astrofísico
- (2005): Manuel Fernández Rodríguez (1938- ), hematólogo
- (2008): Jesús Fernández Rodríguez (1959- ), veterinario
- (2011) Wolfredo Wildpret de la Torre (1933- ), profesor, sobre el medio natural canario y su protección
- (2014): Sergio Moreno Pérez (1960- ), investigador biomédico
- (2021) Dolores Corbella Díaz (1959- ), filóloga y lexicógrafa
- (2024) Basilio Valladares (1947- ), farmacéutico y parasitólogo

### Trabajos sobre el acervo socio-histórico y patrimonio histórico artístico y documental
El Premio de Canarias de trabajos sobre el acervo socio-histórico y patrimonio histórico artístico y documental de la región se concede a las personas o entidades que en los campos de: antropología, arqueología, historia, derecho, economía y demás Ciencias sociales aportan una importante profundización en las raíces históricas y señas de identidad del pueblo canario. Estos han sido los galardonados:
- (1984): José Pérez Vidal (1907-1990), escritor, etnólogo y folklorista
- (1985): Luis Diego Cuscoy (1907-1987), arqueólogo, antropólogo y escritor.
- (1986): José Peraza de Ayala (1903-1988), historiador y escritor
- (1987): Juan Álvarez Delgado (1900-1987), filólogo
- (1988): Antonio Rumeu de Armas (1912-2006), historiador y académico
- (1989): Néstor Álamo (1906-1994), compositor
- (1990): Francisco Morales Padrón  (1924-2010), historiador
- (1992): Antonio de Béthencourt y Massieu  (1919-2017), historiador
- (1994): Jesús Hernández Perera  (1924-1997), historiador del Arte
- (1996): Sociedad Científica "El Museo Canario"
- (1999): José Miguel Alzola González  (1913-2014), historiador del Arte
- (2002): Marcos Guimerá Peraza  (1919-2012), historiador
- (2005): Manuela Marrero Rodríguez (1921-2013), paleógrafa
- (2008): Matías Díaz Padrón  (1935- ), historiador del Arte
- (2011): Antonio Tejera Gaspar (1946- ), historiador y arqueólogo.
- (2014): Lothar Siemens (1941-2017), musicólogo y compositor
- (2017): Maximiano Trapero (1945- ), filólogo
- (2021): María del Rosario Álvarez Martínez  (1949- ), musicóloga
- (2024): Eduardo Aznar (1952- ), historiador

### Internacional
El Premio de Canarias Internacional se otorga a las personas o instituciones que contribuyan con sus actividades de forma importante y relevante a al Humanidad y sitúen a Canarias en una proyección internacional. Estos han sido los galardonados:
- (1998): Cruz Roja Española
- (2001): José Saramago (1922-2010), premio Nobel de Literatura
- (2004): Juan Manuel Suárez del Toro (1952- ), expresidente de Cruz Roja Española
- (2007): Instituto Astrofísico de Canarias
- (2010): Manuel Medina Ortega (1935- ), exvicepresidente del Parlamento Europeo
- (2013): David Bramwell (1942-2022), botánico
- (2016): Luis Mateo López Rivero (1959- ), médico
- (2019): José Gómez Soliño, ex rector de la Universidad de La Laguna
- (2023): Coordinadora de ONG para el Desarrollo de Canarias

### Comunicación
El Premio de Canarias de Comunicación se concede a las personas o entidades por contribuir a la difusión de la cultura y la realidad de Canarias en el ámbito insular, nacional e internacional, acercando a las siete islas y a los canarios, con una tarea informativa que permita la difusión de cada rincón del archipiélago, en sus diversas realidades. Estos han sido los galardonados:
- (1993): José Padrón Machín
- (1995): Gilberto Alemán, periodista
- (1998): Antonio Lemus, periodista
- (2001): Trinidad Garriga Abreu, periodista
- (2004): Carmelo Martín, periodista
- (2007): Trabajadores de Radio Televisión Española en Canarias
- (2010): José Antonio Pardellas, periodista
- (2013): Leopoldo Fernández Cabeza de Vaca, periodista
- (2016): José Naranjo Robles, periodista
- (2019): Lourdes Santana Navarro, periodista
- (2023): Pepe Alemán, periodista

### Acciones Altruistas y Solidarias
El Premio de Canarias por Acciones Altruistas y Solidarias se otorga a personas o colectivos que sensibilicen y realicen labores solidarias contribuyendo a paliar sus necesidades básicas con alimentos, medicinas, material sanitario y educativo. Estos han sido los galardonados:
- (1991): Radio ECCA, emisora de radio educativa
- (1993): Hermanas Ancianos Desamparados
- (1995): Hermanos Franciscanos de Cruz Blanca
- (1998): Caritas diocesana de Canarias
- (2001): Hermanos de San Juan de Dios
- (2004): Fundación Yrichen
- (2007): Asociación Canaria de Solidaridad con el Pueblo Saharaui
- (2010): Obra Social de Acogida y Desarrollo (OSDAD)
- (2013): Asociación protectora de Personas con Discapacidad Intelectual de Las Palmas (APROSU)
- (2016): Asociación de niños con cáncer Pequeño Valiente
- (2019): Comisión Española de Ayuda al Refugiado en Canarias (CEAR)
- (2023): Asociación Española contra el Cáncer en Canarias

### Deportes
El Premio de Canarias de Deportes lo reciben las personas o equipos que cosechan éxitos deportivos de carácter internacional o nacional, así como aquellos que realicen una labor de cantera importante, situando en el panorama nacional e internacional al deporte canario. Estos han sido los galardonados:
- (1991): José Luis Doreste Blanco (1956- ), regatista
- (1993): Luis Doreste Blanco (1956- ), regatista
- (1995): Quique Martínez Marrero (1920-1917), nadador
- (1997): Fernando León (1956- ), regatista
- (2000): Club Baloncesto Sandra Gran Canaria
- (2003): Real Club Náutico de Gran Canaria
- (2006): Club Natación Metropole
- (2009): Club Voleibol Tenerife
- (2013): Real Club Náutico de Tenerife
- (2015): Antonio Ramos Gordillo, (1957- ) especialista en la lucha contra el dopaje
- (2018): Sergio Rodríguez, (1987- ) baloncestista
- (2022): Carla Suárez, (1988- ) tenista
- (2025): Michelle Alonso, (1994- ) nadadora adaptada

### Cultura popular
El Premio de Canarias de Cultura popular se destina a aquellas personas o entidades que hayan efectuado una aportación significativa a la identidad y cultura popular de Canarias. Estos han sido los galardonados:
- (1997): Los Sabandeños, agrupación musical
- (2000): María Mérida (1925-2022), cantante
- (2003): Proyecto Cultural de Desarrollo Comunitario de La Aldea de San Nicolás
- (2006): Asociación Pinolere, asociación cultural
- (2009): Isidro Ortíz Mendoza (1930- ), artesano de instrumentos musicales
- (2012): Los Alzados, asociación cultural
- (2015): Totoyo Millares, (1935- ), timplista
- (2018): Los Gofiones, agrupación musical
- (2022): Manuel Lorenzo Perera (1947- ), etnógrafo
- (2025): Centro de la Cultura Popular Canaria, asociación cultural

## Registro de premiados
| Año  | Nombre |
| ---- | --- |
| 1984 | Antonio González (i) - Rafael Monzón Grau-Bassas (b) - José Pérez Vidal (pa) - Domingo Pérez Minik (l)                                                              |
| 1985 | Roberto Moreno Díaz (i) - Alfredo Kraus Trujillo (b) - Luis Diego Cuscoy (pa) - Agustín Millares Sall (l)                                                           |
| 1986 | Felipe Brito Rodríguez (i) - Martín Chirino López (b) - José Peraza de Ayala y Rodrigo Villabriga (pa) - Ventura Doreste Velázquez (l)                              |
| 1987 | Julio Delgado Martín (i) - Juan Hidalgo Codorniu (b) - Juan Álvarez Delgado (pa) - María Rosa Alonso Rodríguez y Juan Marichal (l)                                  |
| 1988 | Domingo Ruano Gil (i) - Pedro González y González (pintor) (b) - Antonio Rumeu de Armas (pa) - Rafael Arozarena Doblado y Isaac de Vega Gil (l)                     |
| 1989 | Telesforo Bravo Expósito (i) - César Manrique Cabrera (b) - Néstor Álamo Hernández (pa) - Pedro Lezcano Montalvo (l)                                                |
| 1990 | Julio Pérez Silva (i) - Dolores Massieu Verdugo (b) - Francisco Morales Padrón (pa) - Manuel Padorno Navarro (l)                                                    |
| 1991 | José Luis Doreste Blanco (de) -Radio ECCA (ac) - Carlos Pinto Grote (l)                                                                                             |
| 1992 | Lucio Díaz-Flores Feo (i) - Baudilio Miró Mainou (b) - Antonio Bethencourt y Massieu (pa)                                                                           |
| 1993 | Luis Doreste Blanco (de) - Institución Hermanitas de los Ancianos Desamparados (ac) - Luis Feria Hardisson (l)                                                      |
| 1994 | Jaime Bermejo Barrera (i) - Juan José Falcón Sanabria (b) - Jesús Hernández Perera (pa)                                                                             |
| 1995 | Hermanos Franciscanos de Cruz Blanca (ac) - Gilberto Alemán de Armas (co) - Enrique Martínez Marrero (de) - Sebastián de la Nuez Caballero (l)                      |
| 1996 | Francisco Sánchez Martínez (i) - José Dámaso Trujillo (b) - Sociedad Científica El Museo Canario (pa)                                                               |
| 1997 | Fernando León Boissier (de) - Los Sabandeños (b) - Justo Jorge Padrón (l)                                                                                           |
| 1998 | Cáritas Diocesana de Canarias (ac) - Cruz Roja Española (in) - Antonio Lemus del Moral (co)                                                                         |
| 1999 | Nacere Hayek (i) - María Orán Cury (b) - José Miguel Alzola González (pa)                                                                                           |
| 2000 | Club Baloncesto Sandra Gran Canaria (de) - María Mérida Pérez (cu) - Juan Cruz Ruiz (l)                                                                             |
| 2001 | José Saramago Souza (in) - Trinidad Garriga Abreu (co) - Orden Hospitalaria Hermanos San Juan de Dios (ac)                                                          |
| 2002 | Rafael Rebolo López (i) - Luis Cobiella Cuevas (b) - Marcos Guimerá Peraza (pa)                                                                                     |
| 2003 | Real Club Náutico de Gran Canaria (de) - Proyecto Cultural de Desarrollo Comunitario de la Aldea de San Nicolás (pa) - Arturo Maccanti Rodríguez (l)                |
| 2004 | Juan Manuel Suárez del Toro Rivero (in) - Fundación Canaria Yrichen (ac) - Carmelo Martin (co)                                                                      |
| 2005 | Manuel Fernández Rodríguez (i) - Cristino de Vera Reyes (b) - Manuela Marrero Rodríguez (pa)                                                                        |
| 2006 | Club Natación Metropole de las Palmas de Gran Canaria (de) - Asociación Pinolere (pa) - Juan Manuel García Ramos (l)                                                |
| 2007 | Instituto Astrofísico de Canarias (in) - Asociación Canaria de Solidaridad con el Pueblo Saharaui (ac) - Trabajadores de Radio Televisión Española en Canarias (co) |
| 2008 | Jesús Fernández Rodríguez (i) - Matías Díaz Padrón (pa) - Manuel Bethencourt Santana (b)                                                                            |
| 2009 | José María Millares Sall (l) - Club Voleibol Tenerife Marichal (de) - Isidro Ortiz Mendoza (cu)                                                                     |
| 2010 | Manuel Medina Ortega (internacional) - Obra Social de Acogida y Desarrollo (OSDAD) (ac) - José Antonio Pardellas Casas (co)                                         |
| 2011 | Wolfredo Wildpret de la Torre (i) - Antonio Tejera Gaspar (pa) - Sociedad Filarmónica de Las Palmas (b)                                                             |
| 2012 | Luis Alemany Colomé (l) - Real Club Náutico de Tenerife (de) - Los Alzados (cu)                                                                                     |
| 2013 | David Bramwell (in) - Leopoldo Fernández Cabeza de Vaca (co) - Asociación protectora de Personas con Discapacidad Intelectual de Las Palmas (APROSU) (ac)           |
| 2014 | Sergio Moreno Pérez (i) - Lothar Siemens Hernández (pa) - Fernando Álamo González (b)                                                                               |
| 2015 | Cecilia Domínguez Luis (l) - Totoyo Millares (cu) - Antonio Ramos Gordillo (de)                                                                                     |
| 2016 | Asociación de niños con cáncer Pequeño Valiente (ac) - José Naranjo Robles (co) - Luis López Rivero (in)                                                            |
| 2018 | Ángel Sánchez Rivero (l) - Sergio Rodríguez (de) - Grupo folklórico Los Gofiones (cu)                                                                               |
| 2019 | Lourdes Santana Navarro (co) - Comisión Española de Ayuda al Refugiado en Canarias (CEAR) (ac) - José Gómez Soliño (in)                                             |
| 2021 | Dolores Corbella Díaz (i) - Maribel Nazco (b) - María del Rosario Álvarez Martínez (pa)                                                                             |
| 2022 | Elsa López (l) - Carla Suárez (d) - Manuel Lorenzo Perera (cu) |
| 2023 | Asociación Española contra el Cáncer en Canarias (ac) - Pepe Alemán (co) - Coordinadora de ONG para el Desarrollo de Canarias (in)                                  |
| 2024 | Basilio Valladares(i) - Gonzalo González (b) -Eduardo Aznar (pa) |
| 2025 | Juan José Armas Marcelo(l) - Michelle Alonso (de) -Centro de la cultura popular canaria (cu)                                                                        |